# Новоніжинський сільський округ
Новоні́жинський сільський округ (каз. Новонежин ауылдық округі, рос. Новонежинский сельский округ) — адміністративна одиниця у складі Аулієкольського району Костанайської області Казахстану. Адміністративний центр — село Новоніжинка.
Населення — 2138 осіб (2021; 2902 у 2009, 3043 у 1999, 3677 у 1989).
Станом на 1989 рік існувала Новоніжинська сільська рада (село Новоніжинка, селища Калінін, Міали), селище Лаврентьєвка перебувало у складі Казанбаської сільської ради. Після 1999 року село Лаврентьєвка увійшло до складу Новоніжинського сільського округу. Село Міали було ліквідоване 2013 року.

## Склад
До складу округу входять такі населені пункти:
| Населений пункт   | Старі назви  | Населення, осіб (1989) | Населення, осіб (1999) | Населення, осіб (2009) | Населення, осіб (2021) |
| ----------------- | ------------ | ---------------------- | ---------------------- | ---------------------- | ---------------------- |
| Калінін, село     | -            | 410                    | 355                    | 287                    | 156                    |
| Жосали, село      | Лаврентьєвка | 393                    | 319                    | 230                    | 162                    |
| Міали, село       | -            | 199                    | 230                    | 80                     | -                      |
| Новоніжинка, село | -            | 2675                   | 2139                   | 2305                   | 1820                   |